# Smjeća
Smjeća je naseljeno mjesto u općini Foči-Ustikolini, Federacija BiH, BiH. Popisano je kao samostalno naselje Smječa na popisu 1961., a na kasnijim popisima ne pojavljuje se, jer je 1962. kao naselje Smiječa pripojeno naselju Mazlini (Sl.list NRBiH, br.47/62). Nalazi se na 1276 metara nadmorske visine.

## Stanovništvo
| Narod     | Popis 1961. |
| --------- | ----------- |
| Hrvati    |             |
| Muslimani | 106         |
| Srbi      |             |
| ostali    | 1           |
| Ukupno    | 107         |